# Agriades pharis
Agriades pharis is een vlinder uit de familie van de Lycaenidae. De wetenschappelijke naam van de soort is voor het eerst gepubliceerd in 1904 door James Farish Malcolm Fawcett.
De soort komt voor in Tibet.